# Sportpferd
Sportpferd ist eine Sammelbezeichnung für Pferde, die in sportlichen Wettbewerben eingesetzt werden. Deutlich davon abgegrenzt sind Rennpferde und Arbeitspferde sowie die Freizeitpferde, zu denen jedoch fließende Übergänge bestehen.
Als Sportpferde werden im engeren Sinne diejenigen Pferde bezeichnet, die regelmäßig in den klassischen Pferdesportdisziplinen Dressur, Springreiten und Vielseitigkeit, sowie Fahrsport in Wettbewerben eingesetzt werden.
Typische Sportpferde-Rassen sind heute beispielsweise die Holsteiner, Hannoveraner und die Oldenburger, bei denen die sportliche Tauglichkeit – also korrekte Bewegung in allen Gangarten, Sprungvermögen, Rittigkeit, Leistungswille und Ausdauer – wichtige Zuchtkriterien darstellen.
Im Gegensatz dazu werden in der Rennpferdezucht beispielsweise bei dem Englischen Vollblut in erster Linie Rennerfolge (Schnelligkeit, Siegeswillen und Ausdauer) für die Zuchttauglichkeit gewertet.
Die Abgrenzung gegenüber Pferden, die in der Freizeit geritten oder gefahren werden, ist jedoch schwierig, weil beispielsweise im Gelände- oder Westernreiten auch Wettbewerbe veranstaltet werden, bei denen das „Freizeitpferd“ zum Sportpferd wird.